# Jan IV. Roth
Jan IV. Roth (30. listopadu 1426, Wemding – 21. ledna 1506, Nisa) byl římskokatolický biskup. V letech 1490–1497 zastával funkci slezského zemského hejtmana. Byl vynikajícím řečníkem, humanistou a podporovatelem vědy a umění.

## Životopis
Jan Roth se narodil do rodiny bavorského ševce. Studoval v Římě, kde se seznámil s italskými humanisty včetně Enea Silvia a v roce 1459 v Padově, kde se stal rektorem a v roce 1460 získal doktorát.
Stal se tajemníkem krále Ladislava Pohrobka a po jeho smrti rádcem Fridricha III. Od roku 1460 do roku 1466 byl děkanem pasovské katedrály a poté byl českým a uherským králem Matyášem Korvínem jmenován ordinářem vratislavské kapituly. V roce 1468 se stal biskupem levantským a vyslancem v Římě a Benátkách.
Jan Roth seděl na vratislavském biskupském stolci v letech 1482–1506 a mezi lety 1490–1497 byl slezským zemským hejtmanem. V roce 1497 svolal synodu a později se stal obětí pokusu o atentát. Jako biskup uspořádal celkem tři diecézní synody a podporoval vydávání misálů, breviářů, liturgických knih a zpěvníků. Za svůj život shromáždil rozsáhlou sbírku knih. Vyznal se také v oblasti financí. Během svého episkopátu získal pro diecézi několik zastavených nemovitostí a zámků.
Jan Roth zemřel 21. ledna 1506 a jeho ostatky jsou uloženy v katedrále svatého Jana Křtitele. Z jeho veliké knihovny se do dnešních dnů zachoval pouze malý počet svazků.